# Saturnospongilla carvalhoi
Saturnospongilla carvalhoi är en svampdjursart som beskrevs av Volkmer 1976. Saturnospongilla carvalhoi ingår i släktet Saturnospongilla och familjen Spongillidae.
Artens utbredningsområde är havet utanför Brasilien. Inga underarter finns listade i Catalogue of Life.